# 1991–92년 ISU 스피드스케이팅 월드컵
1991–92년 ISU 스피드스케이팅 월드컵은 국제 빙상 경기 연맹(ISU) 주관으로 1990년 11월 22일부터 1991년 3월 28일까지 열린 스피드스케이팅 월드컵 대회이다.

## 남자

### 경기
| 날짜                                                            | 장소       | 종목     | 1위                   | 2위                 | 3위               |
| --------------------------------------------------------------- | ---------- | -------- | --------------------- | ------------------- | ----------------- |
| 1991년 11월 22일-24일                                           | 베를린     | 500m(1)  | 우베옌스 마이         | 댄 잰슨             | 이고리 젤레좁스키 |
| 1991년 11월 22일-24일                                           | 베를린     | 500m(2)  | 댄 잰슨 우베옌스 마이 |                     | 구로이와 도시유키 |
| 1991년 11월 22일-24일                                           | 베를린     | 1000m    | 이고리 젤레좁스키     | 구로이와 도시유키   | 페터 아데베르크   |
| 1991년 11월 22일-24일                                           | 베를린     | 1500m    | 팔코 잔츠트라         | 요한 올라브 코스    | 페터 아데베르크   |
| 1991년 11월 22일-24일                                           | 베를린     | 5000m    | 요한 올라브 코스      | 게이르 칼스타       | 바르트 펠드캄프   |
| 1991년 11월 30일-12월 1일                                       | 헤이렌베인 | 500m(1)  | 댄 잰슨               | 우베옌스 마이       | 구로이와 도시유키 |
| 1991년 11월 30일-12월 1일                                       | 헤이렌베인 | 500m(2)  | 우베옌스 마이         | 댄 잰슨             | 미야베 야스노리   |
| 1991년 11월 30일-12월 1일                                       | 헤이렌베인 | 1000m    | 이고리 젤레좁스키     | 안드레이 바흐발로프 | 구로이와 도시유키 |
| 1991년 11월 30일-12월 1일                                       | 헤이렌베인 | 1500m    | 린티어 리츠마         | 오네 쇤롤           | 미하엘 하트시프   |
| 1991년 11월 30일-12월 1일                                       | 헤이렌베인 | 5000m    | 게이르 칼스타         | 요한 올라브 코스    | 바르트 펠드캄프   |
| 1991년 11월 30일-12월 1일                                       | 헤이렌베인 | 10000m   | 로버르트 퓐데링크     | 바르트 펠드캄프     | 게이르 칼스타     |
| 1992년 1월 11일-12일                                            | 다보스     | 500m(1)  | 댄 잰슨               | 우베옌스 마이       | 구로이와 도시유키 |
| 1992년 1월 11일-12일                                            | 다보스     | 500m(2)  | 우베옌스 마이         | 댄 잰슨             | 미야베 야스노리   |
| 1992년 1월 11일-12일                                            | 다보스     | 1000m    | 에릭 플레임           | 구로이와 도시유키   | 우베옌스 마이     |
| 1992년 1월 11일-12일                                            | 다보스     | 1500m    | 팔코 잔츠트라         | 린티어 리츠마       | 요한 올라브 코스  |
| 1992년 1월 11일-12일                                            | 다보스     | 5000m    | 게이르 칼스타         | 바르트 펠드캄프     | 요한 올라브 코스  |
| 1992년 1월 17일-19일 1992년 유럽 선수권 대회 헤이렌베인         |            |          |                       |                     |                   |
| 1992년 2월 8일-23일 1992년 동계 올림픽 알베르빌                 |            |          |                       |                     |                   |
| 1992년 2월 29일-3월 1일 1992년 세계 스프린트 선수권 대회 오슬로 |            |          |                       |                     |                   |
| 1992년 3월 7일-8일                                              | 사발렌     | 500m(1)  | 댄 잰슨               | 미야베 야스노리     | 유키 마사히로     |
| 1992년 3월 7일-8일                                              | 사발렌     | 500m(2)  | 이고리 젤레좁스키     | 구로이와 도시유키   | 댄 잰슨           |
| 1992년 3월 7일-8일                                              | 사발렌     | 1000m(1) | 이고리 젤레좁스키     | 구로이와 도시유키   | 미야베 유키노리   |
| 1992년 3월 7일-8일                                              | 사발렌     | 1000m(2) | 이고리 젤레좁스키     | 구로이와 도시유키   | 미야베 야스노리   |
| 1992년 3월 14일-15일                                            | 퀘벡       | 1500m    | 요한 올라브 코스      | 팔코 잔츠트라       | 오네 쇤롤         |
| 1992년 3월 14일-15일                                            | 퀘벡       | 5000m    | 바르트 펠트캄프       | 요한 올라브 코스    | 게이르 칼스타     |
| 1992년 3월 21일-22일 1992년 세계 올라운드 선수권 대회 캘거리    |            |          |                       |                     |                   |
| 1992년 3월 27일-28일                                            | 뷰트       | 500m(1)  | 미야베 야스노리       | 댄 잰슨             | 유키 마사히로     |
| 1992년 3월 27일-28일                                            | 뷰트       | 500m(2)  | 댄 잰슨               | 미야베 야스노리     | 구로이와 도시유키 |
| 1992년 3월 27일-28일                                            | 뷰트       | 1000m    | 미야베 야스노리       | 후지모토 유지       | 닉 토메츠         |
| 1992년 3월 27일-28일                                            | 뷰트       | 1500m    | 페터 아데베르크       | 팔코 잔츠트라       | 아르얀 스뢰더르   |
| 1992년 3월 27일-28일                                            | 뷰트       | 5000m    | 린티어 리츠마         | 팔코 잔츠트라       | 토마스 보스       |
| 1992년 3월 27일-28일                                            | 뷰트       | 10000m   | 토마스 보스           | 사토 가즈히로       | 팔코 잔츠트라     |

### 월드컵 랭킹
| 순위 | 선수                | 포인트 |
| ---- | ------------------- | ------ |
| 1    | 댄 잰슨             | 213    |
| 2    | 미야베 야스노리     | 174    |
| 2    | 구로이와 도시유키   | 174    |
| 4    | 우베옌스 마이       | 144    |
| 5    | 헤라르트 판 펠더    | 121    |
| 6    | 이고리 젤레좁스키   | 109    |
| 7    | 후지모토 유지       | 101    |
| 8    | 기 티보             | 96     |
| 9    | 닉 토메츠           | 95     |
| 10   | 알렉산드르 골루베프 | 98     |

| 순위 | 선수              | 포인트 |
| ---- | ----------------- | ------ |
| 1    | 이고리 젤레좁스키 | 100    |
| 2    | 구로이와 도시유키 | 97     |
| 3    | 미야베 야스노리   | 81     |
| 4    | 댄 잰슨           | 78     |
| 5    | 에릭 플레임       | 77     |
| 6    | 헤라르트 판 펠더  | 71     |
| 7    | 닉 토메츠         | 70     |
| 8    | 올라프 칭게       | 63     |
| 9    | 페터 아데베르크   | 60     |
| 10   | 후지모토 유지     | 49     |

| 순위 | 선수             | 포인트 |
| ---- | ---------------- | ------ |
| 1    | 팔코 잔츠트라    | 94     |
| 2    | 요한 올라브 코스 | 85     |
| 3    | 페터 아데베르크  | 77     |
| 4    | 린티어 리츠마    | 76     |
| 5    | 오네 쇤롤        | 74     |
| 6    | 로베르토 시겔    | 56     |
| 7    | 올라프 칭게      | 49     |
| 7    | 미하엘 하트시프  | 49     |
| 9    | 마르쿠스 트뢰거  | 40     |
| 9    | 에릭 플레임      | 40     |

| 순위 | 팀               | 포인트 |
| ---- | ---------------- | ------ |
| 1    | 게이르 칼스타    | 126    |
| 2    | 요한 올라브 코스 | 118    |
| 3    | 팔코 잔츠트라    | 114    |
| 4    | 바르트 펠드캄프  | 110    |
| 5    | 토마스 보스      | 108    |
| 6    | 사토 가즈히로    | 93     |
| 7    | 페르 벵트손      | 78     |
| 8    | 마르쿠스 트뢰거  | 77     |
| 9    | 미하엘 하트시프  | 62     |
| 10   | 야로미르 라트케  | 52     |

## 여자

### 경기
| 날짜                                                            | 장소     | 종목    | 1위             | 2위                   | 3위                  |
| --------------------------------------------------------------- | -------- | ------- | --------------- | --------------------- | -------------------- |
| 1991년 11월 22일-24일                                           | 베를린   | 500m    | 보니 블레어     | 예차오보              | 크리스티너 아프팅크  |
| 1991년 11월 22일-24일                                           | 베를린   | 1000m   | 보니 블레어     | 모니크 가르브레히트   | 앙케 바이어          |
| 1991년 11월 22일-24일                                           | 베를린   | 1500m   | 군다 니만       | 에메세 후니아디       | 자클린 뵈르너        |
| 1991년 11월 22일-24일                                           | 베를린   | 3000m   | 군다 니만       | 리아 판 스히          | 카를라 제일스트라    |
| 1991년 11월 30일-12월 1일                                       | 바르샤바 | 500m    | 보니 블레어     | 크리스티너 아프팅크   | 앙겔라 하우크        |
| 1991년 11월 30일-12월 1일                                       | 바르샤바 | 1000m   | 보니 블레어     | 크리스티너 아프팅크   | 에델 테레세 회이세트 |
| 1991년 11월 30일-12월 1일                                       | 바르샤바 | 1500m   | 에메세 후니아디 | 산드라 푸텔링크       | 에메세 안탈          |
| 1991년 11월 30일-12월 1일                                       | 바르샤바 | 3000m   | 에메세 후니아디 | 클라우디아 페히슈타인 | 에메세 안탈          |
| 1991년 12월 7일-8일                                             | 알베르빌 | 500m    | 보니 블레어     | 크리스티너 아프팅크   | 앙겔라 하우크        |
| 1991년 12월 7일-8일                                             | 알베르빌 | 1000m   | 예차오보        | 모니크 가르브레히트   | 앙겔라 하우크        |
| 1991년 12월 7일-8일                                             | 알베르빌 | 1500m   | 군다 니만       | 에메세 후니아디       | 모니크 가르브레히트  |
| 1991년 12월 7일-8일                                             | 알베르빌 | 3000m   | 군다 니만       | 하이케 바르니케       | 에메세 후니아디      |
| 1990년 2월 8일-9일                                              | 콜랄보   | 500m    | 보니 블레어     | 예차오보              | 모니크 가르브레히트  |
| 1990년 2월 8일-9일                                              | 콜랄보   | 1000m   | 보니 블레어     | 크리스티너 아프팅크   | 모니크 가르브레히트  |
| 1990년 2월 8일-9일                                              | 콜랄보   | 1500m   | 에메세 후니아디 | 군다 니만             | 하이케 바르니케      |
| 1990년 2월 8일-9일                                              | 콜랄보   | 3000m   | 군다 니만       | 하이케 바르니케       | 에메세 후니아디      |
| 1992년 1월 17일-19일 1992년 유럽 선수권 대회 헤이렌베인         |          |         |                 |                       |                      |
| 1992년 2월 8일-23일 1992년 동계 올림픽 알베르빌                 |          |         |                 |                       |                      |
| 1992년 2월 29일-3월 1일 1992년 세계 스프린트 선수권 대회 오슬로 |          |         |                 |                       |                      |
| 1992년 3월 7일-8일 1992년 세계 올라운드 선수권 대회 헤이렌베인  |          |         |                 |                       |                      |
| 1992년 3월 13일-14일                                            | 인첼     | 500m(1) | 보니 블레어     | 예차오보              | 크리스타 루딩        |
| 1992년 3월 13일-14일                                            | 인첼     | 500m(2) | 예차오보        | 보니 블레어           | 앙겔라 하우크        |
| 1992년 3월 13일-14일                                            | 인첼     | 1000m   | 보니 블레어     | 예차오보              | 앙케 바이어          |
| 1992년 3월 13일-14일                                            | 인첼     | 1500m   | 군다 니만       | 에메세 후니아디       | 엘세 랑니 위트레달   |
| 1992년 3월 13일-14일                                            | 인첼     | 3000m   | 군다 니만       | 하이케 바르니케       | 에메세 후니아디      |
| 1992년 3월 13일-14일                                            | 인첼     | 5000m   | 군다 니만       | 카를라 제일스트라     | 하이케 바르니케      |

### 월드컵 랭킹
| 순위 | 선수                | 포인트 |
| ---- | ------------------- | ------ |
| 1    | 보니 블레어         | 122    |
| 2    | 예차오보            | 116    |
| 3    | 앙겔라 하우크       | 92     |
| 4    | 크리스티너 아프팅크 | 90     |
| 5    | 모니크 가르브레히트 | 88     |
| 6    | 크리스타 루딩       | 84     |
| 7    | 수전 오시           | 71     |
| 8    | 앙케 바이어         | 65     |
| 9    | 산드라 푸텔링크     | 51     |
| 10   | 셸리 리드           | 44     |

| 순위 | 선수                 | 포인트 |
| ---- | -------------------- | ------ |
| 1    | 보니 블레어          | 100    |
| 2    | 예차오보             | 83     |
| 3    | 모니크 가르브레히트  | 80     |
| 4    | 크리스티너 아프팅크  | 73     |
| 5    | 앙케 바이어          | 70     |
| 6    | 앙겔라 하우크        | 67     |
| 7    | 크리스타 루딩        | 57     |
| 8    | 에델 테레세 회이세트 | 54     |
| 9    | 미셸 클라인          | 47     |
| 10   | 산드라 푸텔링크      | 46     |

| 순위 | 선수               | 포인트 |
| ---- | ------------------ | ------ |
| 1    | 군다 니만          | 97     |
| 2    | 에메세 후니아디    | 94     |
| 3    | 보니 블레어        | 62     |
| 4    | 자클린 뵈르너      | 60     |
| 5    | 리아 판 스히       | 56     |
| 5    | 엘세 랑니 위트레달 | 56     |
| 7    | 하이케 바르니케    | 54     |
| 8    | 야스민 크론        | 50     |
| 9    | 산드라 푸텔링크    | 48     |
| 10   | 에메세 안탈        | 46     |

| 순위 | 팀                    | 포인트 |
| ---- | --------------------- | ------ |
| 1    | 군다 니만             | 125    |
| 2    | 에메세 후니아디       | 103    |
| 3    | 하이케 바르니케       | 102    |
| 4    | 카를라 제일스트라     | 92     |
| 5    | 리아 판 스히          | 82     |
| 6    | 야스민 크론           | 72     |
| 7    | 클라우디아 페히슈타인 | 65     |
| 8    | 아네테 퇸스베르그     | 63     |
| 8    | 미하엘라 다스컬루     | 63     |
| 10   | 엘레나 벨치           | 46     |